# Salix laevigata
Salix laevigata es una especie de sauce perteneciente a la familia de las salicáceas. Es nativa de Norteamérica. Es nativa de costa de California y norte de Baja California.

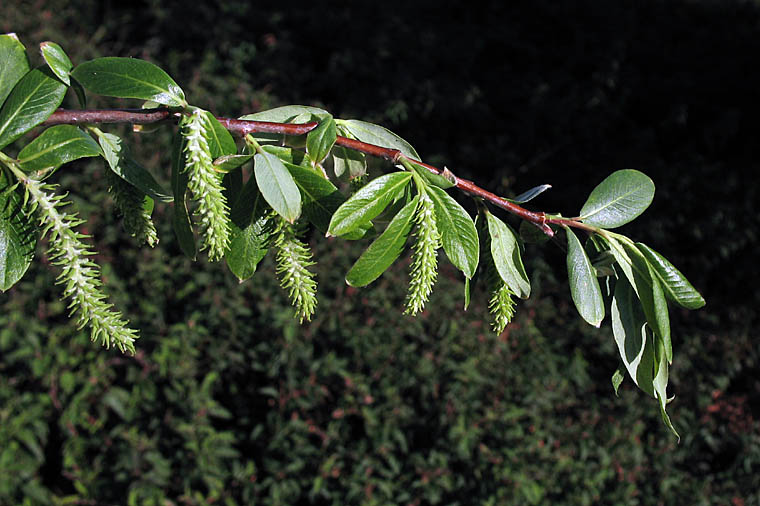
Detalle de hojas y amentos

## Descripción
Es un árbol que alcanza un tamaño de 2-15 m de altura. Las ramas flexibles a muy frágiles en la base, de color gris-marrón a amarillo-marrón, glabras o con vellosidades, las ramitas de color amarillo-marrón o rojo-marrón, glabras, densamente vellosas y aterciopeladas. Las hojas estrechamente oblongas, estrechamente elípticas, lanceoladas u obovadas, de 53-190 × 11-35 mm, 2,8-9 veces más largas que anchas, de base convexa, subcordada, redondeada, o cuneada, los márgenes crenados o serrulado finamente, ápice acuminado, agudo, o caudado. La inflorescencia en forma de amentos. El fruto en forma de  cápsulas de 3-5,5 mm.

## Distribución y hábitat
Se encuentra en zonas ribereñas a lo largo de los arroyos en los bosques, en las costas de lagos subalcalinos o salobres, cañones y fosos, a una altitud de 0-2200 m; en Arizona, California, Nevada, Oregón, Utah, México (Baja California).

## Taxonomía
Salix laevigata fue descrita por Michael Schuck Bebb y publicado en American Naturalist 8(4): 202, en el año 1874.
Etimología
Salix: nombre genérico latino para el sauce, sus ramas y madera.
laevigata: epíteto latino que significa "dentada".
Sinonimia
- Salix bonplandiana var. laevigata (Bebb) Dorn
- Salix congesta (Bebb) Howell
- Salix laevigata var. angustifolia Bebb
- Salix laevigata var. araquipa (Jeps.) C.R.Ball
- Salix laevigata f. ariquipa Jeps.
- Salix laevigata var. congesta Bebb[6]